# Jan Bém
Jan Bém (24. listopadu 1917 Vídeň – 29. května 2005) byl československý sportovec, atlet, který se specializoval na skok o tyči.
S atletikou začínal v roce 1934 v Telči, později pokračoval v pražských oddílech VS, NSK a VSK a Sokol Královské Vinohrady. V roce 1946 v Oslo vybojoval na mistrovství Evropy bronzovou medaili (410 cm). Celkem pětkrát zlepšil československý rekord ve skoku o tyči (405 až 416 cm). Většina jeho dvanácti domácích mistrovských titulů pochází z doby druhé světové války.
Po skončení sportovní kariéry působil jako atletický funkcionář a docent Stavební fakulty ČVUT.